# ویندوز مدیا سنتر
ویندوز مدیا سنتر یک ضبط کننده دیجیتال ویدئو و همچنین پخش کننده رسانه ای است که توسط مایکروسافت توسعه داده شده‌است. ویندوز مدیا سنتر نرم‌افزاری است که امکان ضبط تصاویر زنده پخش شده تلویزیونی و همچنین سازماندهی و پخش موسیقی را به کاربر می‌دهد. این نرم‌افزار در نسخه‌های مختلف مانند ویندوز اکس پی مدیا سنتر، نسخه ویندوز ویستا خانگی نهایی، خانگی حرفه‌ای و تمام نسخه‌های ویندوز ۷ بجز نسخه‌های استارتر و خانگی پایه وجود دارد. ویندوز مدیا سنتر می‌تواند ویدئو، تصویر و اسلایدشو را از هارد دیسک، درایو نوری یا مکانی از روی شبکه نمایش دهد.